# تپه چشمه اکبر خاندهلق۲
تپه چشمه اکبر خاندهلق۲ مربوط به دوران پیش از تاریخ ایران باستان است و در شهرستان صحنه، ۱ کیلومتر شمال دهلق واقع شده و این اثر در تاریخ ۳۰ تیر ۱۳۸۴ با شمارهٔ ثبت ۱۲۲۰۷ به‌عنوان یکی از آثار ملی ایران به ثبت رسیده است.